# Турцизация по българските земи
Турцизацията е процес, проявен основно в периода от падането на България под османска власт до освобождението ѝ, при който част от българите са подложени на етническа и езикова асимилация от страна на османските турци. Турцизацията по нашите земи обикновено е резултат на предшестваща я културна асимилация – т. нар. ислямизация.
Самото име на „турци“ се появява в българската книжнина през втората половина на 18 век, т.е. с началото на Възраждането, а придобива гражданственост едва през 19 век. Дотогава, за означение на мюсюлманите в империята от българите са използвани думите „агаряни“ и „измаилтяни“. В самата Османска империя съществуват два термина за обозначаване на идентичност: простонароден човек (турчин) и династичен аристократ (османец). Самото название турчин дори през 19 век не е престижно и се отнася за тюркски говорещите номади и селяните в анадолските села. До признаването на български миллет през 19 век, българите имали съзнанието, че принадлежат към отделна езикова общност, но тя не създавала толкова силни чувства на привързаност и лоялност както рум миллета, тоест те били изгубили националното си самосъзнание. Самата миллетска система дава редица законови и практически привилегии на мюсюлманите, което стимулира християните да приемат исляма.
Голям принос има въведения от султан Мурад I през 1360 година „Кръвен данък“, при който деца биват насилствено взимани в „Еничарския корпус“, забравяйки за своя род. Робството било официално регламентирано със закони, а страната била покрита с робски пазари. Влияние оказва също и помохамеданчването на населението. Този процес ясно бива описван в старите български песни на българския фолклор. След освобождението на България, и падането на комунизма, през 1990 година е създадена етническата партия ДПС, която прави опити да изгради сред българите мюсюлмани турско самосъзнание.

### Кръвен данък
Цитати на турски и френски учени относно Кръвния данък (Девширмето):
| „ | „В Румелия законът Девширме е много важен в две отношения: от една страна… да се подготвят войници в центровете за еничари, и, от друга – да се увеличава ислямското население и по този начин Румелия постепенно да бъде турцизирана“ „За малко повече от два века през училището за еничари в Алжир са минали около 500 000 български деца. Градът, в който се е намирало училището, и до днес се нарича Bogari.“ | “ |

### Потурчвания
През 16 и 17 век са били потурчени българи в Ловчанско, Тетевенско, Свищовско, Никополско и Търновско. Лудогорието (Делиорманът), което в 16 век е бил все още с преобладаващ български етнически характер, след 17 век придобива турски облик чрез колонизация. Такава съдба сполетява много българи през 17 век в Разлог, Крупник и района на река Брегалница.

#### Герлово
Установено е, че турското население в Герлово представлява потурчени и ислямизирани българи. В северната част на тая последна област потурчването е било завършено навярно в 18 век, както за това свидетелствува не само нейната топонимия и много чисто български остатъци в говора на тамошните турци, но и запазени сред тях български фамилии имена.

## След Освобождението
За ислямизираното от османците местно българско население наричано от турците и „Дьонме“ (на османотурски означава „обърнати“, т.е. „ренегати“) великият везир на Османската империя и бивш управител на Дунавския ѝ вилает, Мидхат паша в своята статия „Турция: Минало, настояще, бъдеще“, публикувана във френското списание „Научен преглед за Франция и чужбина“, No 49, 1878 г., с. 1152, сридетелства:
| „ | „... Между българите има повече от един милион мохамедани. В това число не влизат нито татарите нито черкезите. Тези мохамедани не са дошли от Азия, за да се установят в България, както обикновено се мисли. Това са потомци на същите тези българи, преобърнати в Исляма през епохата на завоеванията и следващите години. Това са чеда на същата тази страна, на същата тази раса, и от същото това коляно. А между тях има една част, които не говорят друг език освен български.“ | “ |

### Сред българомохамеданите
През 1990 година се регистрира етническата партия ДПС, лидерът на партията Ахмед Доган заявява, че като негова втора мисия ще е, да направи всичко, за да може у помаците да се изгради турско самосъзнание.
През 2006 година телевизия СКАТ излъчва документалния филм „Новото робство“, в който български мюсюлмани от родопските села заявяват че са турци, с думите: „..щом си мюсюлманин, значи си турчин“. През 2008 година, якорудчанинът Живко Сахатчиев представя в залата на Историческия музей в Благоевград книгата си „Якоруда - българската драма“, обвинява ДПС за процесите на потурчване в Якоруда, и цитира думи на Ахмед Доган от 1993 година: „Ние няма да позволим нито на Президент, нито на Народно събрание, Правителство и Изпълнителна власт да се бъркат в нашите работи в Западните Родопи“.